# Suakin
Suakin hay Sawakin (tiếng Ả Rập: سواكن, đã Latinh hoá: Sawákin, tiếng Beja: Oosook) là một thành phố cảng ở đông bắc Sudan, nằm trên bờ phía tây của Biển Đỏ. Nó nằm cách thủ phủ Port Sudan 50 km về phía bắc.
Suakin từng được coi là một thành phố phát triển thịnh vượng trong thời Trung Cổ. Năm 1983, dân số là 18.030 người và đến năm 2009 thì tăng lên thành 43.337 người. Các chuyến phà chạy hàng ngày từ Suakin đến Jeddah ở Ả Rập Xê Út.

## Tên gọi
Tên gọi tiếng Beja của Suakin là Oosook. Nó có thể bắt nguồn từ tiếng Ả Rập suq, có nghĩa là chợ. Cách viết trên các hải đồ của Bộ Hải quân Anh vào cuối thế kỷ 19 là "Sauakin" nhưng trên báo chí chủ yếu viết là "Suakim".

## Lịch sử

### Thời cổ đại
Suakin có khả năng được đề cập bởi Ptolemy. Nó được miêu tả là nằm trên một hòn đảo hình tròn ở cuối một vịnh dài. Tuy nhiên, dưới thời Ptolemy và La Mã, cảng chính của Biển Đỏ là Berenice ở phía bắc.

### Thời Trung Cổ
Sự sụp đổ của triều đại Hồi giáo Abbas và sự lớn mạnh của nhà Fatimid đã ảnh hưởng đến thương mại ở vùng này. Al-Qusayr và Aydhab trở thành những nơi buôn bán quan trọng với Ấn Độ và đưa những người hành hương từ châu Phi đến Mecca. Suakin được al-Hamdani nhắc đến lần đầu tiên vào thế kỷ thứ 10, nói rằng đây đã là một thành phố lâu đời. Vào thời điểm đó, Suakin là một khu định cư nhỏ của người Beja, nhưng nó bắt đầu mở rộng sau khi cảng Badi ở phía nam suy tàn. Các cuộc Thập tự chinh và các cuộc xâm lược của người Mông Cổ đã thúc đẩy thương mại trong khu vực: có một số tài liệu nói đến các thương nhân người Venice cư trú tại Suakin và Massawa vào đầu thế kỷ 14.
Một trong những nhà cai trị của Suakin, Ala al-Din al-Asba'ani, đã khiến sultan Mamluk Baybars tức giận bằng cách thu giữ hàng hóa của những thương nhân đã chết trên biển gần đó. Năm 1264, thống đốc thành phố Qus và tướng Ikhmin Ala al-Din của ông tấn công Suakin với sự hỗ trợ của Aydhab. Al-Asba'ani buộc phải chạy trốn khỏi thành phố. Sự thù hằn giữa hai đô thị được chứng minh bằng các ghi chép nói rằng sau khi sultan Barsbay phá hủy Aydhab vào năm 1426, những người tị nạn chạy đến Suakin thay vì Dongola đều bị tàn sát.
Người Beja ban đầu theo đạo Thiên chúa. Bất chấp việc thành phố chính thức phục tùng Mamluk vào năm 1317, O. G. S. Crawford tin rằng thành phố vẫn là trung tâm của đạo Thiên chúa vào thế kỷ 13. Những người nhập cư Hồi giáo như Banu Kanz dần dần thay đổi điều này: Ibn Battuta ghi lại rằng vào năm 1332, có một "quốc vương" Hồi giáo cai trị Suakin, al-Sharif Zaid ibn-Abi Numayy ibn-'Ajlan, con trai của một sharif Mecca. Đến thế kỷ 15, Suakin từng là một phần của Vương quốc Hồi giáo Adal. Thành phố này bị người Bồ Đào Nha vây hãm năm 1513 và bị chiếm đóng trong thời gian ngắn vào năm 1541.

### Đế quốc Ottoman

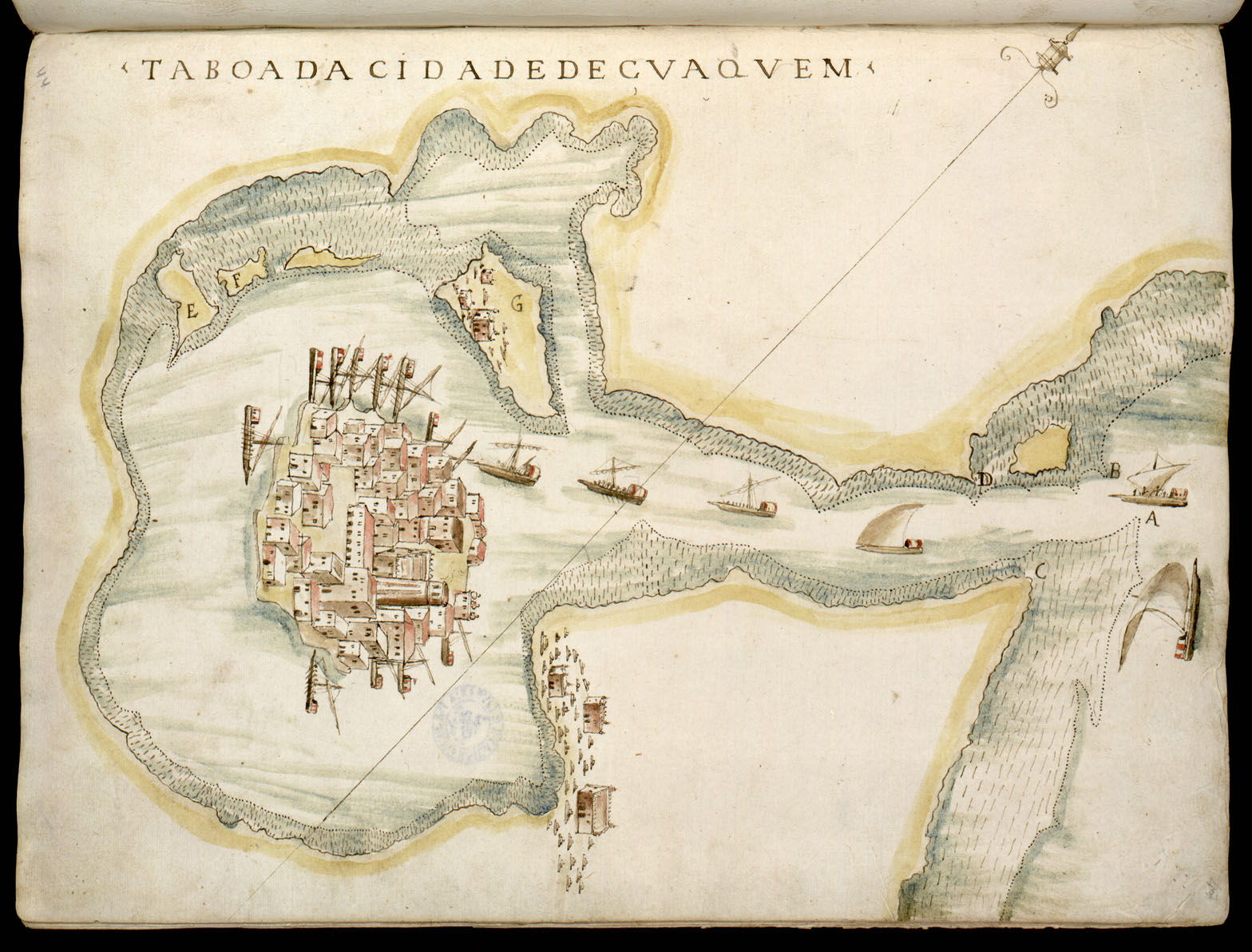
Bản đồ Suakin năm 1541 của João de Castro

Quốc vương Ottoman Selim I đã chiếm được cảng biển này vào năm 1517. Nó chỉ được kiểm soát lỏng lẻo cho đến khi tỉnh Habesh của Ottoman được thành lập vào năm 1555 với dinh thự của pasha ở Suakin. Người Ottoman đã khôi phục hai nhà thờ Hồi giáo chính - Shafi'i và Hanafi, củng cố các bức tường của pháo đài và xây dựng những con đường và tòa nhà mới. Khi các nhà thám hiểm người Bồ Đào Nha khám phá và hoàn thiện tuyến đường biển quanh châu Phi và người Ottoman không thể ngăn chặn hoạt động buôn bán này, các thương nhân địa phương bắt đầu rời khỏi thành phố.
Một số hoạt động buôn bán đã được duy trì với Vương quốc Hồi giáo Sennar, nhưng đến thế kỷ 18 và 19, nhà thám hiểm người Thụy Sĩ Johann Ludwig Burckhardt đã phát hiện rằng hai phần ba số ngôi nhà bị đổ nát. Đến ăm 1865, Khedive Isma'il đã cố gắng khôi phục thành phố bằng xây dựng nhà máy, nhà thờ Hồi giáo, bệnh viện và một nhà thờ cho người Copt đến nhập cư.

### Thời kỳ cai trị bởi Anh

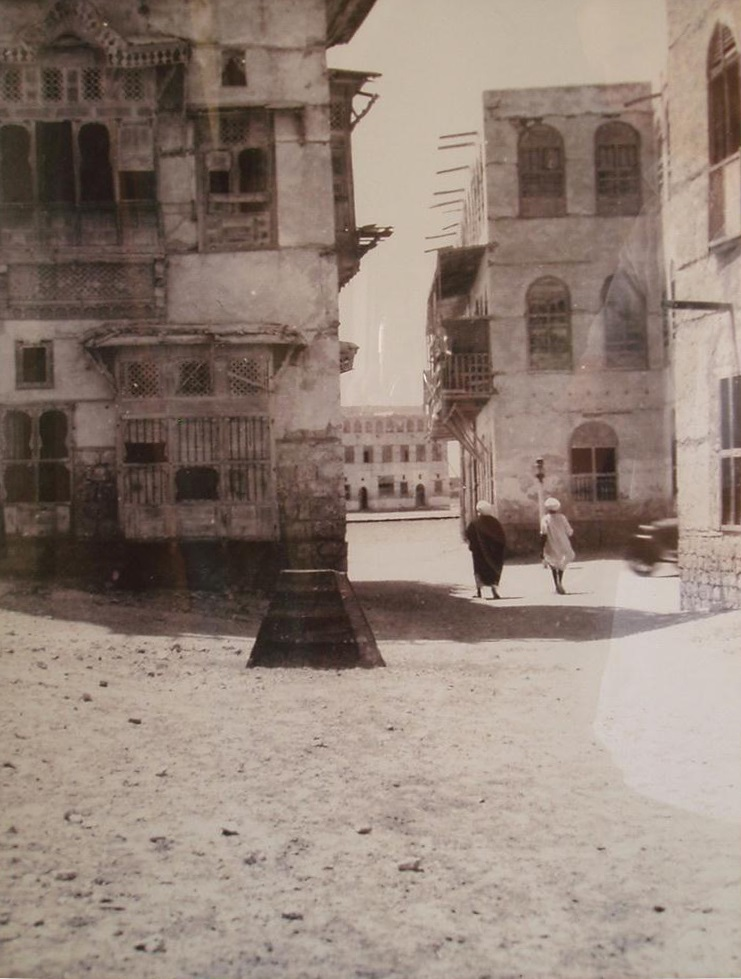
Thành phố Suakin năm 1928

Quân đội Anh đã tấn công Suakin vào năm 1883–1885 và Lord Kitchener đã ở đó trong thời kỳ này để lãnh đạo đội quân Ai Cập.
Lực lượng thuộc địa của Úc tại Victoria đã cung cấp tàu phóng lôi HMVS Childers và các tàu pháo HMVS Victoria và HMVS Albert đến Suakin vào ngày 19 tháng 3 năm 1884. Họ khởi hành vào ngày 23 tháng 3 và đến Melbourne vào ngày 25 tháng 6 năm 1884. Một lực lượng quân sự-dân sự gồm 770 người từ New South Wales, bao gồm một số thuộc Lữ đoàn Hải quân đã đến Suakin vào tháng 3 năm 1885 và chiến đấu cho đến giữa tháng 5.
Sau thất bại của khởi nghĩa Mahdi, người Anh muốn phát triển thành phố mới Port Sudan hơn là tham gia vào việc xây dựng lại và mở rộng quy mô vốn cần thiết ở Suakin. Đến năm 1922, những người Anh cuối cùng đã rời đi.

### Thế kỷ 21
Vào ngày 17 tháng 1 năm 2018, như một phần của mối quan hệ hợp tác với Sudan, Thổ Nhĩ Kỳ đã được cấp hợp đồng thuê đảo Suakin trong 99 năm. Nước này có kế hoạch khôi phục thành phố cảng Ottoman đổ nát trên đảo.

## Khí hậu
Suakin có khí hậu sa mạc rất nóng (phân loại khí hậu Köppen BWh). Thành phố có lượng mưa hạn chế ngoại trừ vào tháng 11, khi gió mùa đông có thể thỉnh thoảng gây ra những trận mưa lớn.
| Dữ liệu khí hậu của Suakin        | Dữ liệu khí hậu của Suakin | Dữ liệu khí hậu của Suakin | Dữ liệu khí hậu của Suakin | Dữ liệu khí hậu của Suakin | Dữ liệu khí hậu của Suakin | Dữ liệu khí hậu của Suakin | Dữ liệu khí hậu của Suakin | Dữ liệu khí hậu của Suakin | Dữ liệu khí hậu của Suakin | Dữ liệu khí hậu của Suakin | Dữ liệu khí hậu của Suakin | Dữ liệu khí hậu của Suakin | Dữ liệu khí hậu của Suakin |
| Tháng                             | 1                          | 2                          | 3                          | 4                          | 5                          | 6                          | 7                          | 8                          | 9                          | 10                         | 11                         | 12                         | Năm                        |
| --------------------------------- | -------------------------- | -------------------------- | -------------------------- | -------------------------- | -------------------------- | -------------------------- | -------------------------- | -------------------------- | -------------------------- | -------------------------- | -------------------------- | -------------------------- | -------------------------- |
| Trung bình ngày tối đa °C (°F)    | 26 (79)                    | 26 (79)                    | 27 (81)                    | 30 (86)                    | 33 (91)                    | 38 (100)                   | 42 (108)                   | 41 (106)                   | 37 (99)                    | 33 (91)                    | 30 (86)                    | 27 (81)                    | 32 (90)                    |
| Tối thiểu trung bình ngày °C (°F) | 19 (66)                    | 19 (66)                    | 20 (68)                    | 21 (70)                    | 24 (75)                    | 25 (77)                    | 28 (82)                    | 29 (84)                    | 26 (79)                    | 25 (77)                    | 23 (73)                    | 21 (70)                    | 23 (73)                    |
| Lượng mưa trung bình mm (inches)  | 8 (0.3)                    | 2 (0.1)                    | 1 (0.0)                    | 1 (0.0)                    | 1 (0.0)                    | 0 (0)                      | 8 (0.3)                    | 6 (0.2)                    | 0 (0)                      | 16 (0.6)                   | 54 (2.1)                   | 28 (1.1)                   | 125 (4.7)                  |
| Nguồn: Weatherbase                |                            |                            |                            |                            |                            |                            |                            |                            |                            |                            |                            |                            |                            |